# Procedura Benjaminiego-Yekuteliego
Procedura Benjaminiego-Yekuteliego (ang. Benjamini–Yekutieli procedure) – procedura statystyczna służąca do kontroli współczynnika fałszywych odkryć na odpowiednim poziomie podczas wykonywania porównań wielokrotnych. Jest to uniwersalna procedura kontrolująca FDR, możliwa do wykonania bez względu na typ zależności istniejącej pomiędzy statystykami testowymi. Stanowi modyfikację procedury Benjaminiego-Hochberga. Twórcami procedury jest dwóch izraelskich statystyków, Jo’aw Benjamini oraz Daniel Yekutieli, którzy swój pomysł przedstawili w 2001 r. w artykule pt. The control of the false discovery rate in multiple testing under dependency.
Procedura Benjaminiego-Yekuteliego jest bardziej konserwatywna od procedury Benjaminiego-Hochberga.